# Масловиці-Тшебятковські
Масловиці-Тшебятковські (пол. Masłowice Trzebiatkowskie) — село в Польщі, у гміні Тухоме Битівського повіту Поморського воєводства.
Населення — 64 особи (2011).
У 1975-1998 роках село належало до Слупського воєводства.

## Демографія
Демографічна структура станом на 31 березня 2011 року:
|          | Загалом | Допрацездатний вік | Працездатний вік | Постпрацездатний вік |
| -------- | ------- | ------------------ | ---------------- | -------------------- |
| Чоловіки | 31      | 8                  | 19               | 4                    |
| Жінки    | 33      | 7                  | 21               | 5                    |
| Разом    | 64      | 15                 | 40               | 9                    |